# Gemeentelijke ijsbaan van Taishobashi
De gemeentelijke ijsbaan van Taishobashi (大正橋スケートリンク) is een ijsbaan in Bihoro in de prefectuur Hokkaido in het noorden van Japan. De openlucht-natuurijsbaan ligt op 14 meter boven zeeniveau. De ijsbaan is gelegen aan de oevers van de Abashiri rivier, vlak bij een brug. De ijsbaan wordt gebruikt de schaatsvereniging Bihoro Speed Skating (美幌スケート協会) en door 3 scholen: Bihoro Elementary School, Toyo Elementary School en Asahi Elementary School.
Jaarlijks worden op de ijsbaan van Taishobashi de Bihorose schaatskampioenschappen (Wintersportfestival) georganiseerd. In 2019 werd de 50e editie verreden.

## Bihoro Speed Skating Association (美幌スケート協会)
De gebruiker van de ijsbaan in Bihoro is de vereniging Bihoro Speed Skating Association. Bekende (ex-)schaatsers van deze vereniging zijn:
- Seitaro Ichinohe, Olympische deelnemer in 2018
- Shoko Fujimura, Olympische deelnemer in 2014

Erkende ijsbanen

Niet-erkende ijsbanen